# Acanthodoris lutea
Acanthodoris lutea MacFarland, 1925 è un mollusco nudibranchio della famiglia Onchidorididae.